# Komarowo (rejon miadzielski)
Komarowo (biał. Камарова; ros. Комарово) – wieś na Białorusi, w obwodzie mińskim, w rejonie miadzielskim, w sielsowiecie Budsław.

## Historia
W czasach zaborów w granicach Imperium Rosyjskiego.
W latach 1921–1945 wieś leżała w Polsce, w województwie nowogródzkim (od 1926 w województwie wileńskim), w powiecie duniłowickim (od 1926 w powiecie wilejskim), w gminie Budsław.
Według Powszechnego Spisu Ludności z 1921 roku zamieszkiwało tu 245 osób, wszystkie były wyznania rzymskokatolickiego. Jednocześnie 205 mieszkańców zadeklarowało polską przynależność narodową a 40 białoruską. Było tu 48 budynków mieszkalnych. W 1931 w 53 domach zamieszkiwało 257 osób.
Miejscowość należała do parafii rzymskokatolickiej w Budsławiu. Podlegała pod Sąd Grodzki w Krzywiczach i Okręgowy w Wilnie; właściwy urząd pocztowy mieścił się w Budsławiu.